# Asplenium subantiquum
Asplenium subantiquum là một loài dương xỉ trong họ Aspleniaceae. Loài này được Viane mô tả khoa học đầu tiên năm 1991.
Danh pháp khoa học của loài này chưa được làm sáng tỏ. 